# Фистерии
Фисте́рия (лат. Pfiesteria) — микроорганизмы, род гетеротрофных динофлагеллят, которые привлекли внимание вредоносным цветением и гибелью рыбы. Сложные организмы фистерии (Pfiesteria complex organisms, PCOs), как утверждается, были виновны в массовой гибели рыбы в 1980-х и 1990-х годах на побережье штата Северная Каролина и в притоках Чесапикского залива. Один из представителей рода — вид Pfiesteria piscicida.
В ответ на токсичные вспышки, в шести штатах США вдоль восточного побережья инициировали программу мониторинга, чтобы обеспечить быстрое реагирование в случае новых вспышек и лучше понять факторы, связанные с Pfiesteria и вспышками.
Новые молекулярные методы обнаружения показали, что Pfiesteria имеет распространение во всем мире.

## Библия
Некоторые современные учёные предполагают, что события, описанные в Библии — «кровавая» вода, уничтожение рыбы и нарывы у людей на коже — могли стать следствием активности фистерии.

## В художественной литературе
Роман-катастрофа "Стая" Франка Шетцинга.